# Seznam angleških ekonomistov
Seznam angleških ekonomistov.

## B
- Walter Bagehot
- Nicholas Barbon
- William Beveridge

## C
- Colin Clark
- Ronald Coase
- William Cunningham (1849-1919) (Škot)

## D
- Maurice Herbert Dobb

## H
- Roy Harrod
- David Harvey?
- Friedrich August von Hayek (Friedrich Hayek)
- John Richard Hicks

## J
- Peter Jay

## K
- Nicholas Kaldor
- John Maynard Keynes

## L
- Harold Laski
- Richard Layard

## M
- Thomas Malthus
- Bernard Mandeville
- Alfred Marshall
- Harriet Martineau
- John Stuart Mill
- Thomas Mun

## P
- Michael Polanyi

## R
- Cecil Rhodes
- David Ricardo
- Joan Robinson
- Alan M. Rugman

## S
- (Ljubo Sirc)

## W
- Sydney Webb
- Richard Whately